# دهستان تسانگخا
دهستان تسانگخا (به لاتین: Tsangkha Gewog) یک دهستان در کشور بوتان است که در ناحیهٔ داگانا واقع شده‌است.